# Laso
Laso di Ermione (Ermione, 520 a.C. circa – ...) è stato un poeta lirico greco antico.

## Biografia
Vissuto nella seconda metà del VI secolo a.C., secondo quanto riporta la Suda, si occupò anche dell'organizzazione degli agoni ditirambici.

Fu, infatti, compositore, citarodo, e anche istruttore di cori, a lui si deve l'introduzione del termine harmonia e una nuova accordatura della cetra, che permetteva l'introduzione del quarto di tono, intervallo che in passato era appannaggio delle sole melodie auletiche e aulodiche, perché nell'aulos si poteva ottenere l'innalzamento microtonale otturando parzialmente un foro dello strumento. Sempre secondo il lessico della Suda, Laso avrebbe per primo esposto queste teorie in uno scritto Sulla musica
Laso è ricordato da Erodoto per aver colto in flagrante il cresmologo Onomacrito mentre interpolava un oracolo di Museo, che riguardava la scomparsa nel mare delle isole al largo di Lemno; per questo motivo Ipparco lo espulse da Atene. Alcune fonti antiche ricordano inoltre la sua abilità nei giochi di parole, spinti al punto di diventare sofismi che da lui presero il nome di Λασίσματα (Lasísmata).

## Opere
È rimasto molto poco degli inni e dei ditirambi che scrisse: oltre a qualche frammento sparso, si conserva l'inizio di un Inno a Demetra, molto particolare perché asigmatico, come un'ode intitolata Centauro; infatti, a seguito di rigorose ricerche eufoniche, il suono sigma era considerato poco gradevole.